# Pensilvánico
| Era Eratema | Periodo Sistema | Periodo Sistema                | Época Serie       | Edad Piso                    | Inicio, en millones de años |
| ----------- | --------------- | ------------------------------ | ----------------- | ---------------------------- | --------------------------- |
| Paleozoico  | Pérmico         | Pérmico                        | Pérmico           | Pérmico                      | 298,9±0,15                  |
| Paleozoico  | Carbo- nífero   | Pensil- vánico Pensil- vaniano | Superior/Tardío   | Gzheliense Gzheliano         | 303,7±0,1                   |
| Paleozoico  | Carbo- nífero   | Pensil- vánico Pensil- vaniano | Superior/Tardío   | Kasimoviense Kasimoviano     | 307,0 ±0,1                  |
| Paleozoico  | Carbo- nífero   | Pensil- vánico Pensil- vaniano | Medio             | Moscoviense Moscoviano       | 315,2±0,2                   |
| Paleozoico  | Carbo- nífero   | Pensil- vánico Pensil- vaniano | Inferior/Temprano | Bashkiriense Bashkiriano     | 323,4±0,4                   |
| Paleozoico  | Carbo- nífero   | Misisípico Misisi- piano       | Superior/Tardío   | Serpukhoviense Serpukhoviano | 330,3±0,4                   |
| Paleozoico  | Carbo- nífero   | Misisípico Misisi- piano       | Medio             | Viseense Viseano             | 346,7±0,4                   |
| Paleozoico  | Carbo- nífero   | Misisípico Misisi- piano       | Inferior/Temprano | Tournaisiense Tournaisiano   | 358,86±0,19                 |
| Paleozoico  | Devónico        | Devónico                       | Devónico          | Devónico                     | 419,62±1,36                 |
| Paleozoico  | Silúrico        | Silúrico                       | Silúrico          | Silúrico                     | 443,1±0,9                   |
| Paleozoico  | Ordovícico      | Ordovícico                     | Ordovícico        | Ordovícico                   | 486,8 ±1,5                  |
| Paleozoico  | Cámbrico        | Cámbrico                       | Cámbrico          | Cámbrico                     | 538,8±0,6                   |

El Pensilvánico o Pensilvaniano es el segundo y último subsistema y subperíodo del Carbonífero en la escala temporal geológica. Sucede al Misisípico y antecede al Pérmico. Comienza hace unos 323 millones de años y finaliza hace unos 299 millones de años. Está dividido en tres series/épocas: Pensilvánico Inferior y Pensilvánico Medio y Pensilvánico Superior. Ha recibido también los nombres, hoy informales u obsoletos, de Pensilvaniense y Carbonífero Superior.
El Pensilvánico lleva el nombre del estado de Pensilvania, donde las rocas de este subsistema están muy extendidas.
En Norteamérica consideran al Misisípico y al Pensilvánico como sistemas geológicos, no contemplando el Carbonífero, pero la Comisión Internacional de Estratigrafía los ha establecido como subsistemas del Carbonífero para la escala cronoestratigráfica global. En Europa, se han usado tradicionalmente los términos Westfaliense y Estefaniense (inferior y superior respectivamente) para dividir los materiales carboníferos. 
En el Pensilvánico ya están presentes todas las clases modernas de hongos.